# Alfred Manessier

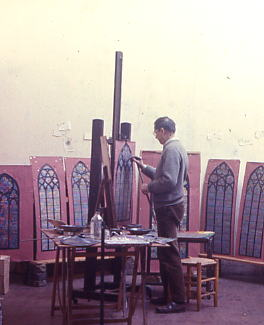
Alfred Manessier, Brême, 1968

Alfred Manessier (Saint-Ouen (Somme), 5 de desembre del 1911 - Orleans, 1 d'agost del 1993) va ser un pintor abstracte francès, deixeble de Roger Bissière. Després d'un retir en un monestir trapenc durant la Segona Guerra Mundial, Manessier es va dedicar cada cop més a l'expressió de significats espirituals a través de la pintura abstracta, i dissenyà vitralls per a nombroses esglésies. És considerat un dels exemples més destacats de l'abstracció expressiva de l'Escola de París de la postguerra, i va tenir una gran influència en els artistes tachistes.